# Modlitebna Jednoty bratrské (Ivančice)
Modlitebna Jednoty bratrské se nacházela ve městě Ivančice v okrese Brno-venkov v ulici Ve Sboru. Její zbytky jsou chráněny jako kulturní památka České republiky.

## Historie
V roce 1536 koupili členové Jednoty bratrské na předměstí Ivančic, před městskými hradbami, pozemek od hrnčíře Jíry, čímž položili základy později rozsáhlého areálu bratrského sboru. Byla zde postavena jednolodní modlitebna s odsazeným, polygonálně ukončeným kněžištěm s opěráky a jednou, asymetricky situovanou hranolovou věží. Zánik modlitebny je spjat s politickými událostmi následujícími po bitvě na Bílé hoře. Do té doby protestantské Ivančice byly podrobeny násilné rekatolizaci. Jednota bratrská musela po roce 1623 opustit město, s jejich odchodem začal postupný rozpad areálu sboru. Patrně již ve 20. letech 17. století bylo zbořeno kněžiště. Definitivní zánik chrámu nastal po rozsáhlém požáru v roce 1757, kdy byla zřejmě poškozena i loď kostela. V budovách areálu posléze sídlila textilní manufaktura, později zde byl sklad papíru a palírna.
Do současné doby se dochovala především snížená věž v jihozápadním rohu chrámu, která byla v letech 1955–1957 památkově upravena, a části jižní a východní zdi kostela. Dalšími dochovanými součástmi areálu bratrského sboru je studna u kněžiště, několikrát přestavěný bratrský dům Ve Sboru 360/10 (část původního kamenného portálu je k vidění v lapidáriu Muzea v Ivančicích) a jeho nádvorní stavení, které je zbytkem křídla zbořené větší budovy (v místě supermarketu). Základy kostela byly ošetřeny a veřejnosti jsou viditelné z ulice Ve Sboru.
Věž původně stála samostatně, vstup do ní byl z úrovně přízemí a prvního poschodí. Ještě koncem 60. let 20. století byl na věži patrný nápis.

## Archeologický výzkum
Archeologický výzkum v místě modlitebny probíhal v letech 1953, 1980 a 1981–1985. Díky němu se postupně podařilo rekonstruovat půdorys chrámu a prozkoumat přilehlou studnu. 
První výzkum provedla v roce 1953 Vlasta Fialová, která položila jednu sondu přiléhající k dochované věži a další napříč předpokládanou lodí modlitebny. Výsledky sondáže potvrdily přítomnost zbytků chámu na této parcele. V roce 1967 provedla Olga Uhrová sondáž v místě zdi původně považované na závěr modlitebny. V roce 1980 provedlo, pod vedením Lubomíra Šebely a Jiřího Vaňka, záchranný výzkum Okresní muzeum Brno-venkov. Podařilo se odkrýt kněžiště a přilehlou studnu, která vydala řadu archeologického materiálu, mj. knižní kování a další předměty, dokládající činnost ivančické bratrské tiskárny.
Výzkumy pokračovaly ještě v letech 1981 a 1983. Závěrečné fáze výzkumu proběhly v roce 1985 pod vedením Ludvíka Belcrediho, jemuž se podařilo odkrýt základy lodě modlitebny (kromě severní stěny, která se nedochovala). Pod úrovní podlahy modlitebny a v jejím těsném sousedství narazil na starší kulturní vrstvy, včetně pozůstatků středověké hrnčířské dílny. Po ukončení výzkumu byla dozděna koruna dochovaného zdiva a vyzděna maketa severní stěny, která se nedochovala, nicméně její polohu bylo možné odvodit z otisku ve stěně východní. Zánikový horizont je doložen vrstvami, obsahujícími různorodé nálezy datované od doby vrcholné gotiky do pozdní renesance.
Podobnou dispozici jako ivančický chrám vykazuje i modlitebna Jednoty bratrské v Přerově, která byla archeologickým výzkumem objevena v roce 2012.

## Galerie

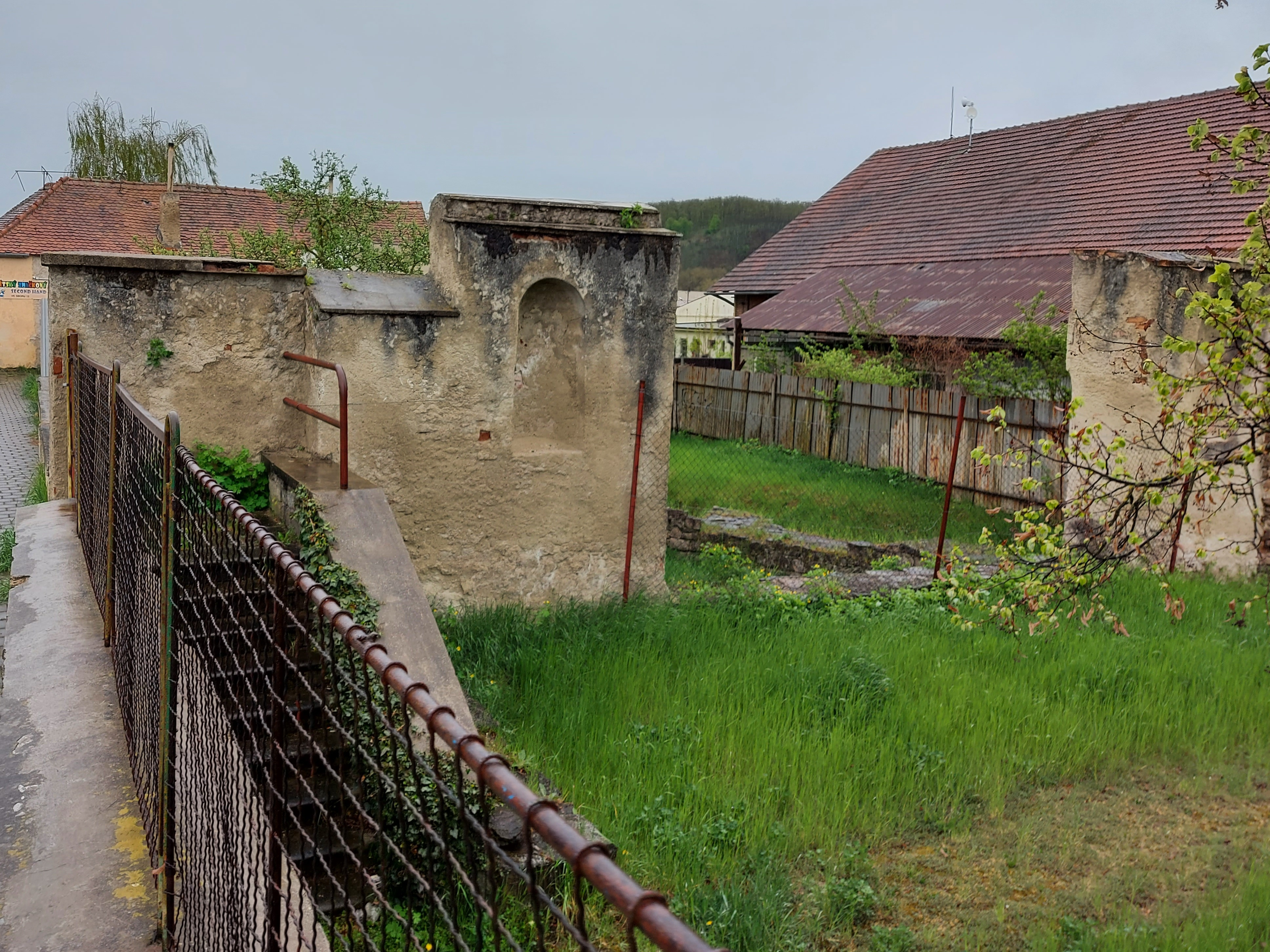
Zbytky východní stěny modlitebny, na kterou navazovalo kněžiště, jehož základové zdivo je viditelné v průhledu
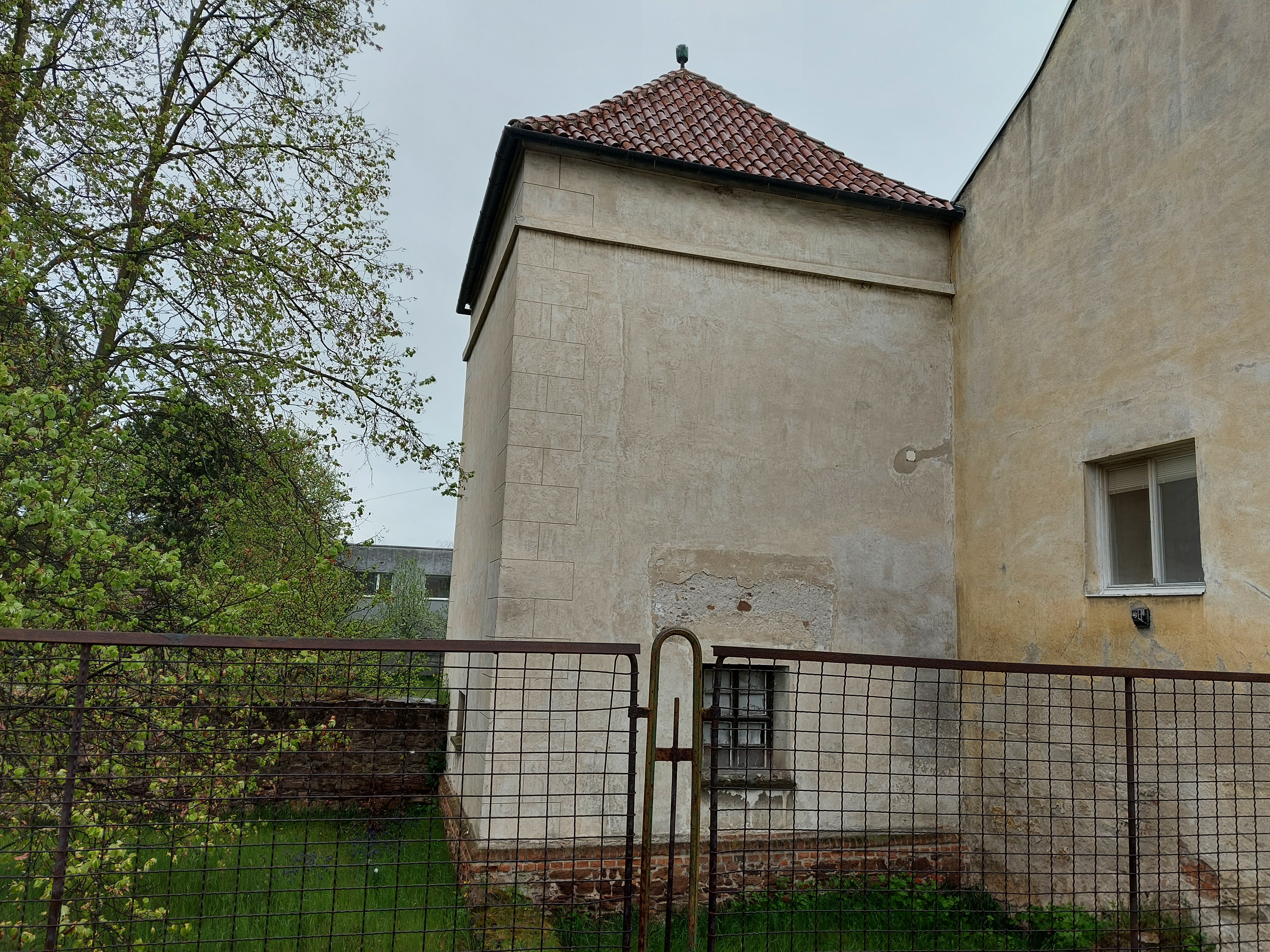
Snížená věž se zřetelným místem nedochovaného nápisu. Zeď navazující na věž (v pozadí) je pozůstatkem původní jižní stěny modlitebny.